# 3847 Šindel
3847 Šindel è un asteroide della fascia principale. Scoperto nel 1982, presenta un'orbita caratterizzata da un semiasse maggiore pari a 3,1391103 UA e da un'eccentricità di 0,0877155, inclinata di 3,42859° rispetto all'eclittica.